# جیکوب باترفیلد
جیکوب باترفیلد (انگلیسی: Jacob Butterfield؛ زادهٔ ۱۰ ژوئن ۱۹۹۰) یک بازیکن فوتبال اهل بریتانیا است.